# Abrdn
Abrdn plc (forkortelse for "Aberdeen"), er en britisk investeringsvirksomhed med hovedkvarter i Edinburgh. De er engageret i formueforvaltning, de investerer i fonde og fast ejendom. Deres største datterselskab er Aberdeen Asset Management.